# Australisk salangan
Australisk salangan (Aerodramus terraereginae) är en fågel i familjen seglare.

## Utseende
Australisk salangan är en liten och enfärgad gråaktig salangan med ljus övergump och något mörkare hjässa. I flykten syns slanka vingar och mycket snabba och stela vingslag. Den kan möjligen förväxlas med eukalyptussvalan, men denna är mycket ljusare under med ljusare övergump, kompaktare kropp och kortare vingar.

## Utbredning och systematik
Australisk salangan delas upp i två underarter:
- A. t. terrareginae – förekommer i kustnära Queensland och på öarna Dunk, Hinchinbrook and Family
- A. t. chillagoensis – nordöstra Australien (Queenslands inland väster om Great Dividing Range)

Tidigare betraktades den som en underart till vitgumpsalangan (A. spodiopygius). 

## Status
Arten har ett stort utbredningsområde och beståndet anses stabilt. Internationella naturvårdsunionen IUCN listar den därför som livskraftig (LC).